# Yuri Sisikin
Yuri Fiodorovich Sisikin –en ruso, Юрий Фёдорович Сисикин– (Sarátov, URSS, 15 de mayo de 1937) es un deportista soviético que compitió en esgrima, especialista en la modalidad de florete.
Participó en tres Juegos Olímpicos de Verano entre los años 1960 y 1968, obteniendo en total cuatro medallas: oro y plata en Roma 1960, oro en Tokio 1964 y plata en México 1968. Ganó seis medallas en el Campeonato Mundial de Esgrima entre los años 1958 y 1966.

## Palmarés internacional
| Juegos Olímpicos   | Juegos Olímpicos            | Juegos Olímpicos | Juegos Olímpicos    |
| Año                | Lugar                       | Medalla          | Prueba              |
| ------------------ | --------------------------- | ---------------- | ------------------- |
| 1960               | Roma (Italia)               | Medalla de oro   | Florete por equipos |
| 1960               | Roma (Italia)               | Medalla de plata | Florete individual  |
| 1964               | Tokio (Japón)               | Medalla de oro   | Florete por equipos |
| 1968               | Ciudad de México (México)   | Medalla de plata | Florete por equipos |
| Campeonato Mundial |                             |                  |                     |
| Año                | Lugar                       | Medalla          | Prueba              |
| 1958               | Filadelfia (Estados Unidos) | Medalla de plata | Florete por equipos |
| 1959               | Budapest (Hungría)          | Medalla de oro   | Florete por equipos |
| 1961               | Turín (Italia)              | Medalla de oro   | Florete por equipos |
| 1962               | Buenos Aires (Argentina)    | Medalla de oro   | Florete por equipos |
| 1965               | París (Francia)             | Medalla de oro   | Florete por equipos |
| 1966               | Moscú (URSS)                | Medalla de oro   | Florete por equipos |